# Osmia chinensis
Osmia chinensis är en biart som beskrevs av Morawitz 1890. Osmia chinensis ingår i släktet murarbin, och familjen buksamlarbin. Inga underarter finns listade i Catalogue of Life.